# (3676) Hahn
(3676) Hahn est un astéroïde de la ceinture principale.

## Description
(3676) Hahn est un astéroïde de la ceinture principale. Il fut découvert le 3 avril 1984 à la station Anderson Mesa par Edward L. G. Bowell. Il présente une orbite caractérisée par un demi-grand axe de 2,15 UA, une excentricité de 0,05 et une inclinaison de 3,1° par rapport à l'écliptique.

## Compléments